# Mount Remington
Mount Remington ist ein 1775 m Berg im ostantarktischen Viktorialand. Im nördlichen Teil der Helliwell Hills ragt er 6 km nordwestlich des Mount Bresnahan auf.
Der United States Geological Survey kartierte ihn anhand eigener Vermessungen und mithilfe von Luftaufnahmen der United States Navy aus den Jahren zwischen 1960 und 1963. Das Advisory Committee on Antarctic Names benannte ihn 1964 nach dem US-amerikanischen Meteorologen Benjamin F. Remington Jr. (1932–2002), der von 1957 auf der Station Little America V und 1959 auf der Amundsen-Scott-Südpolstation tätig war.